# John Fuhrer
John William Fuhrer (La Harpe, 11 aprile 1880 – Lincoln, 24 luglio 1972) è stato un triplista e allenatore di football americano statunitense.

## Biografia
Fuhrer partecipò alla gara del salto triplo ai Giochi olimpici di Saint Louis 1904, dove giunse quarto.
Dopo le Olimpiadi fu allenatore di football americano, allenando prima i Doane Tigers di Crete e poi i Pittsburg State Gorrilas di Pittsburg, in Kansas.

## Palmarès
| Anno | Manifestazione  | Sede        | Evento       | Risultato | Prestazione | Note |
| ---- | --------------- | ----------- | ------------ | --------- | ----------- | ---- |
| 1904 | Giochi olimpici | Saint Louis | Salto triplo | 4º        | 12,91 m     |      |